# پل ۳۵۲۵
سیارک ۳۵۲۵ (به انگلیسی: 3525 Paul، نامگذاری:1983CX2) سه هزار و پانصد و بیست و پنجمین سیارک کشف شده‌است که در ۱۵ فوریه ۱۹۸۳ کشف شد.
قدر مطلق سیارک برابر ۱۲٫۱۰ است.